# Gəgəli
Gəgəli, o anche Gegele, è un comune dell'Azerbaigian situato nel distretto di Ağsu. Conta una popolazione di 3 502 abitanti.